# Place Léon-Bourgeois
La place Léon-Bourgeois  est une place de la commune de Reims, dans le département de la Marne, en région Grand Est.

## Situation et accès
Elle se trouve dans le centre-ville proche de la mairie. Elle a une fontaine et une statue du 132e R.I.

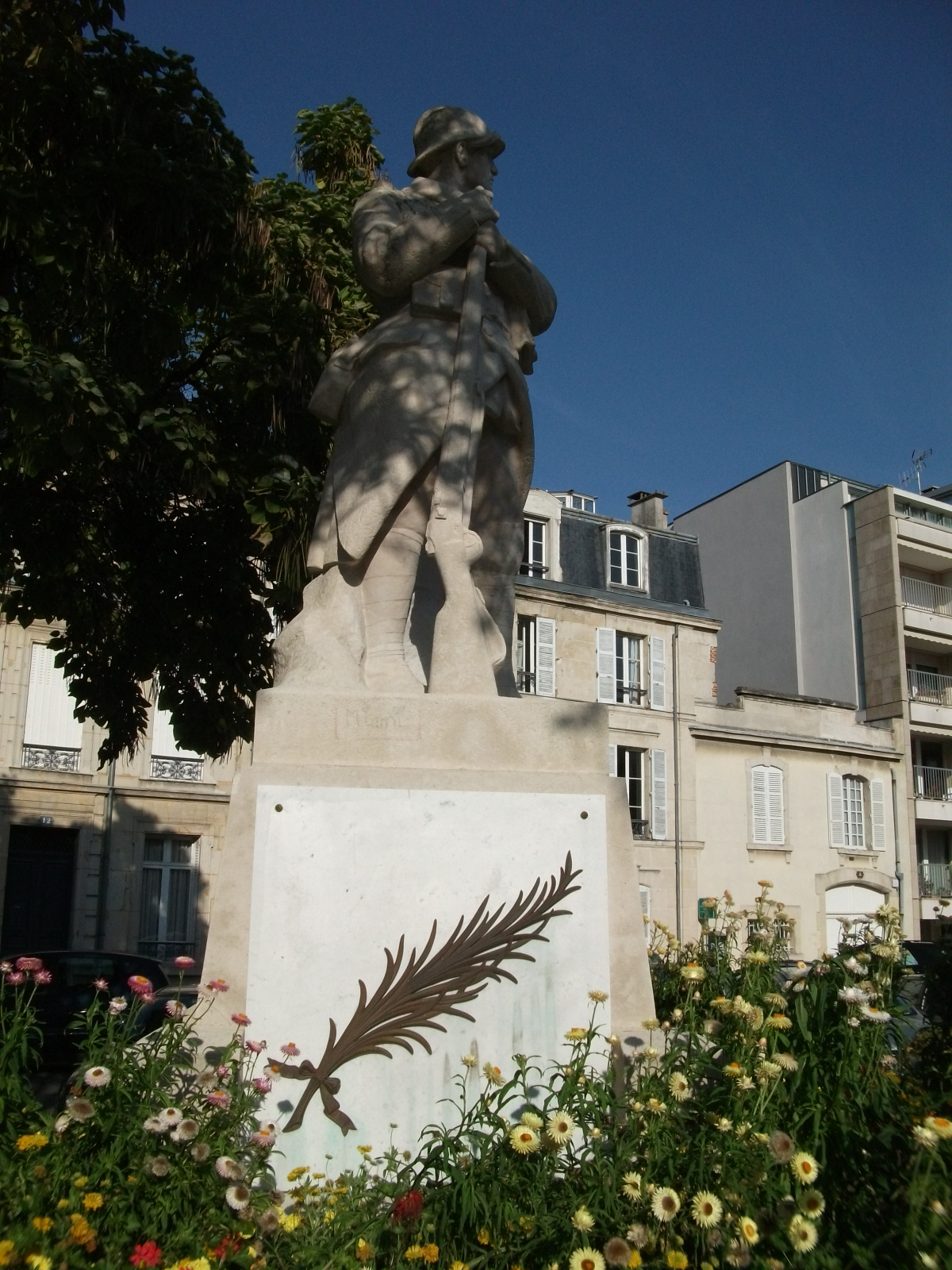
132e R.I.
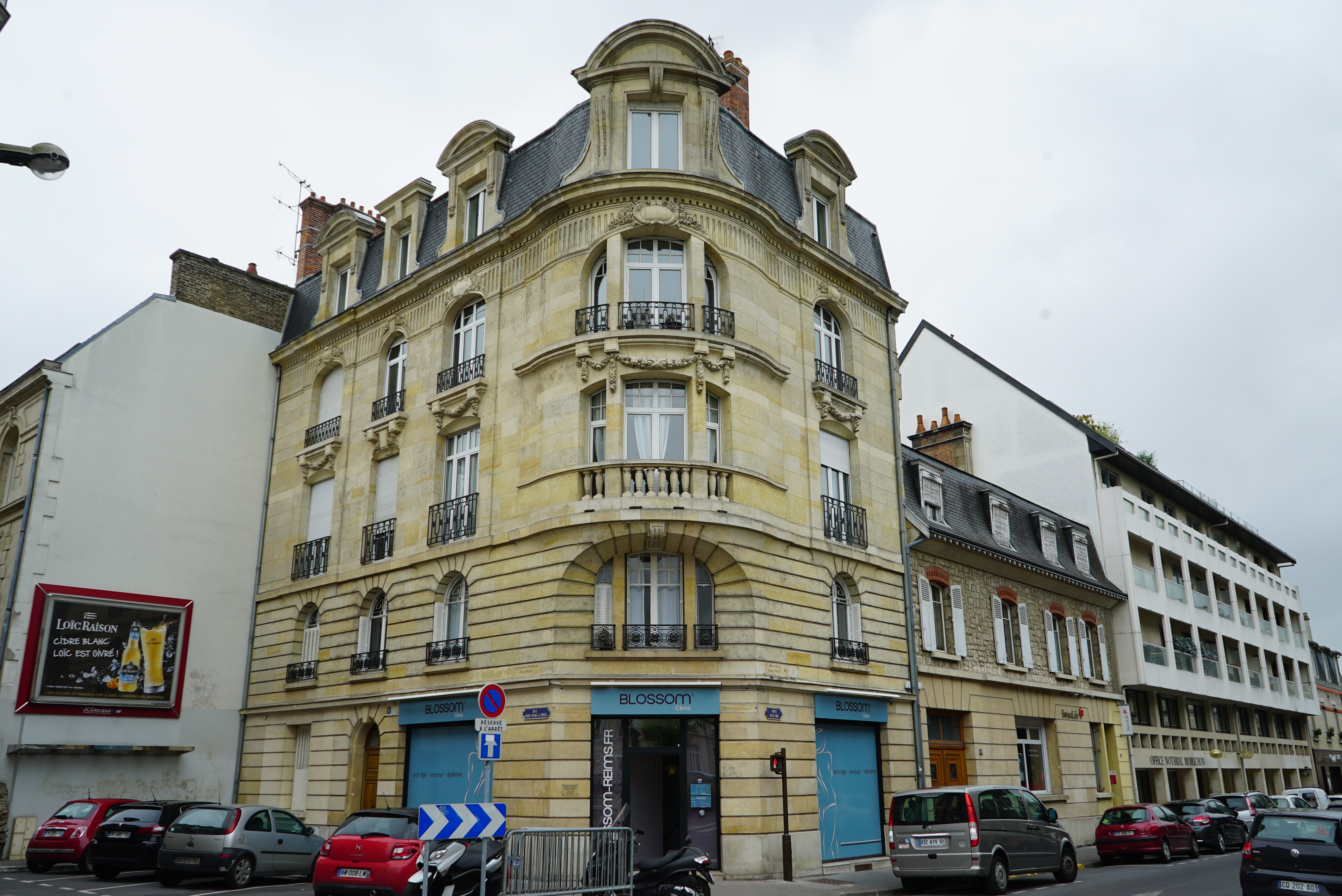
Immeuble sur la place.

## Origine du nom
Elle porte le nom de Léon Bourgeois homme politique.

## Historique
Appelée « place du Peuple » jusqu'en 1924, elle prend sa dénomination actuelle en 1925.

## Bâtiments remarquables et lieux de mémoire
- Cette place comporte un monument en hommage aux morts des 132e - 332e RI et 46eTerritorial à Reims.
- La maison Margotin, située 16 place Léon Bourgeois, fait l'objet d'une inscription au titre des Monuments historiques par arrêté du 9 octobre 2024[1].